# Relaciones Estados Unidos-Somalia
Las relaciones Estados Unidos-Somalia son las relaciones diplomáticas entre Estados Unidos y Somalia. Somalia tiene una embajada en Washington D. C. mientras que los Estados Unidos están representados a través de su embajada en Nairobi, Kenia, debido a la situación de la seguridad en somalia.

## Historia
Somalia tuvo relaciones históricas con los Estados Unidos bajo el sultanato de Geledi. En 1776, el Sultanato de Geledi fue el primer estado independiente en África en reconocer a los Estados Unidos, y las relaciones diplomáticas se establecieron en 1777 con Geledi compartiendo inteligencia naval con las fuerzas navales estadounidenses. En 1897, el Sultanato Geledi envió una delegación de alto perfil a Nueva York bajo el mando de su ministro de relaciones exteriores, Khalid Aden Mohammed, y firmó el Tratado Naval del Océano Índico para combatir el comercio de esclavos en Zanzíbar.
A fines de la década de 1970 y principios de la década de 1980, el entonces gobierno socialista de Somalia abandonó las alianzas con su antiguo socio, la Unión Soviética, debido a las consecuencias de la guerra de Ogaden. Debido a que la Unión Soviética tenía relaciones cercanas tanto con el gobierno somalí como con el entonces nuevo régimen comunista Dergue de Etiopía, se vieron obligados a elegir un lado para comprometerse. El cambio soviético en apoyo a Etiopía motivó al gobierno Siad Barre a buscar aliados en otros lugares. Finalmente se decidió por el rival Guerra Fría de los sindicatos soviéticos, Estados Unidos. Estados Unidos había estado cortejando al gobierno somalí durante algún tiempo debido a la posición estratégica de Somalia en la boca de la puerta de entrada Bab el Mandeb a Mar Rojo y Canal de Suez. La amistad inicial de Somalia con la Unión Soviética y, posteriormente, el apoyo militar de los Estados Unidos le permitió construir el Ejército de Somalia más grande del continente.

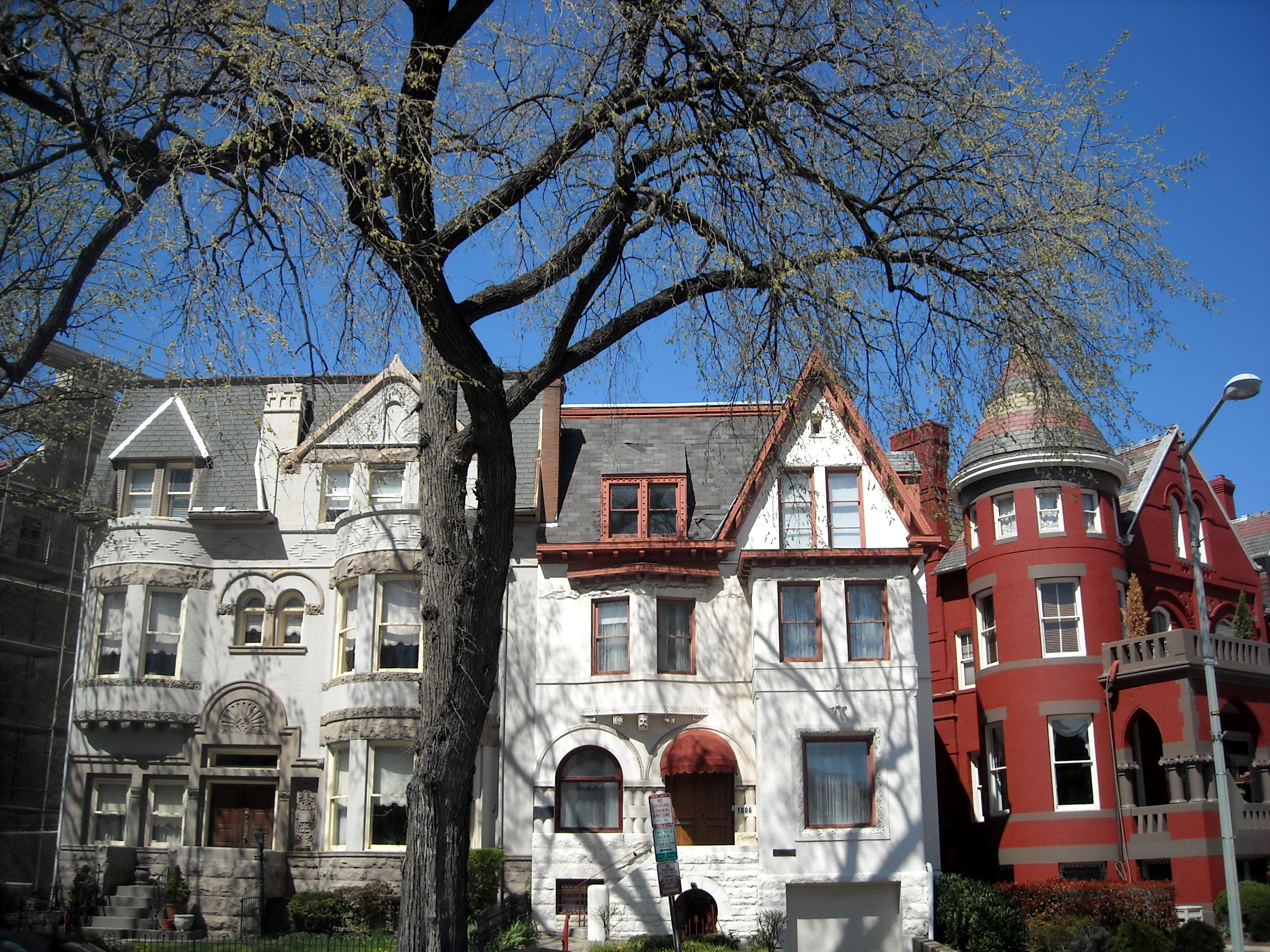
Antigua embajada de Somalia en Washington D. C.

Después del colapso del gobierno de Barre y el inicio de la guerra civil somalí a principios de la década de 1990, la  Embajada de los Estados Unidos en Mogadiscio fue  evacuada  y se cerró. Sin embargo, el gobierno estadounidense nunca rompió [las relaciones diplomáticas] formalmente con Somalia, liderando la [multinacional sancionada por la ONU] (UNITAF) en el sur de Somalia. Tras el establecimiento del Gobierno Federal de Transición (TFG) en 2004, los EE. UU. También reconocieron y apoyaron al TFG internacionalmente reconocido como el órgano rector nacional del país. Igualmente, comprometió a las administraciones regionales de Somalia, como Puntland y Somaliland, para asegurar una inclusión amplia en el proceso de paz.

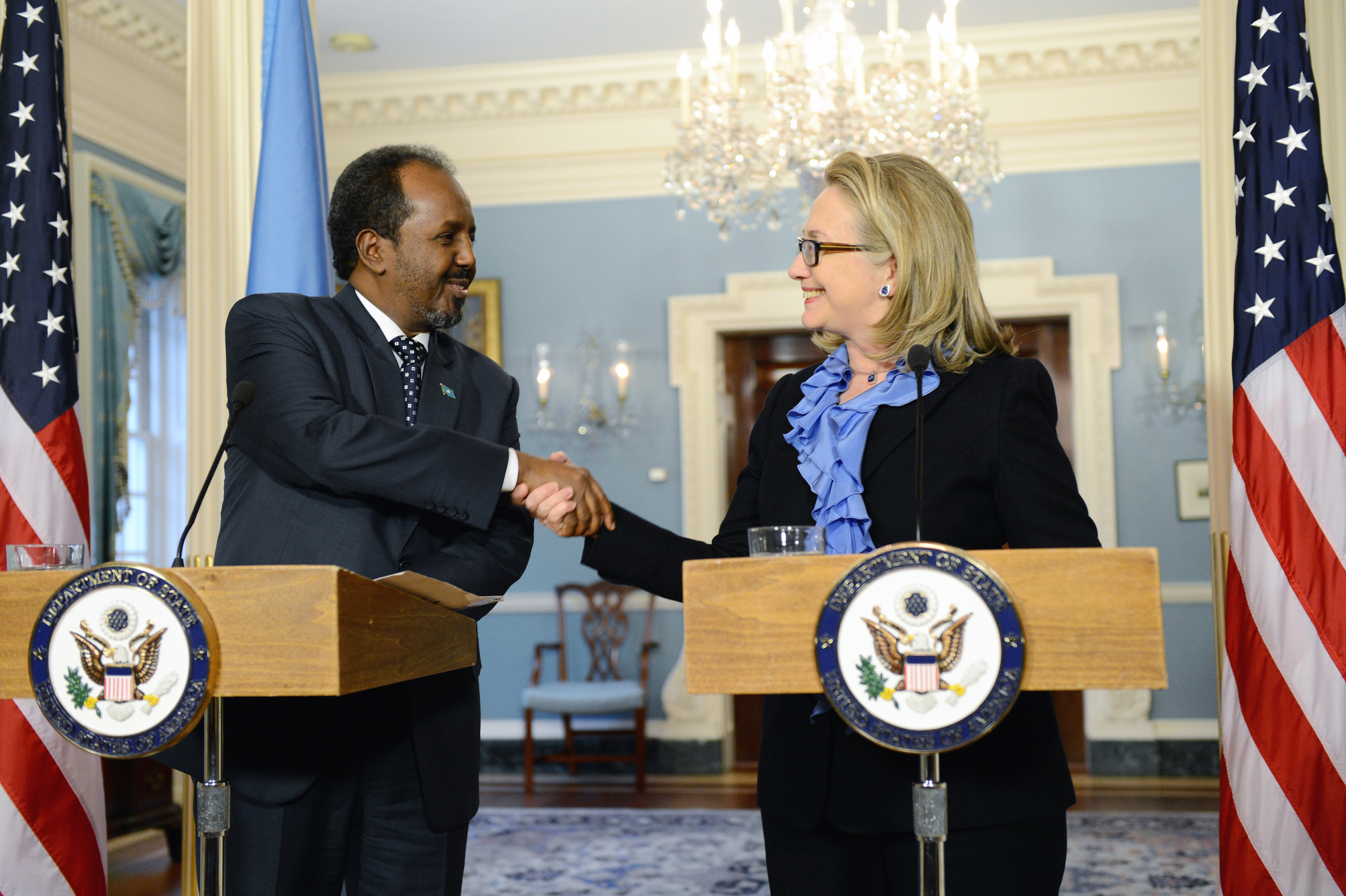
Presidente de Somalia Hassan Sheikh Mohamud con la secretaria de Estado de los Estados Unidos Hillary Clinton en el Departamento de Estado (enero de 2013).

El Gobierno federal de Somalia se estableció el 20 de agosto de 2012, al mismo tiempo que finalizó el mandato provisional del GFT. Representa el primer gobierno central permanente en el país desde el inicio de la guerra civil. El 10 de septiembre de 2012, el nuevo Parlamento Federal también eligió a Hassan Sheikh Mohamud como Presidente de Somalia titular. La elección fue bien recibida por las autoridades de los Estados Unidos, quienes reafirmaron el continuo apoyo de Estados Unidos al gobierno de Somalia, su integridad territorial y su soberanía.
En enero de 2013, los Estados Unidos anunciaron que estaba listo para intercambiar notas diplomáticas con el nuevo gobierno central de Somalia, restableciendo los lazos oficiales con el país por primera vez en 20 años. Según el Departamento de Estado de los Estados Unidos, la decisión se tomó en reconocimiento del progreso significativo que las autoridades somalíes habían logrado tanto en el frente político como en el de la guerra. Se espera que la medida le otorgue al gobierno somalí acceso a nuevas fuentes de fondos de desarrollo de agencias estadounidenses, así como a organismos internacionales como el Fondo Monetario Internacional y Banco Mundial, facilitando así el proceso de reconstrucción en curso.

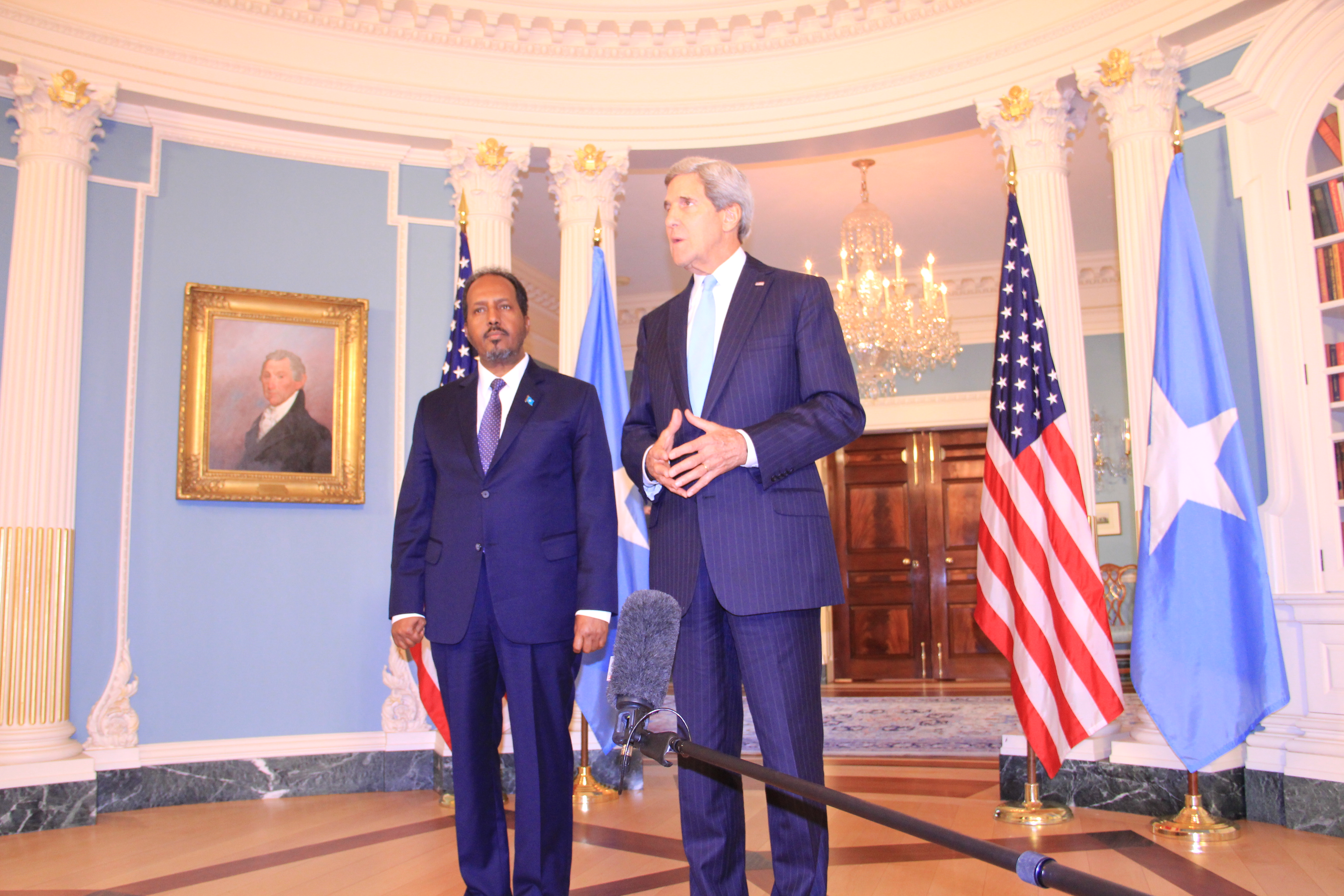
Presidente de Somalia Hassan Sheikh Mohamud con el Secretario de Estado de los Estados Unidos John Kerry en el Departamento de Estado (septiembre de 2013).

A instancias de los gobiernos federales de Somalia y Estados Unidos, entre otros actores internacionales, el Consejo de Seguridad de las Naciones Unidas aprobó por unanimidad Resolución 2093 del Consejo de Seguridad de las Naciones Unidas] durante su reunión del 6 de marzo de 2013 para suspender el período de 21 años embargo de armas en somalia. El endoso oficialmente levanta la prohibición de compra de armas ligeras por un período provisional de un año, pero mantiene ciertas restricciones en la adquisición de armas pesadas como misiles tierra-tierra, obuses y cañones. El 9 de abril de 2013, el gobierno de los Estados Unidos también aprobó la provisión de artículos y servicios de defensa por parte de las autoridades estadounidenses al Gobierno Federal de Somalia. A solicitud de las autoridades somalíes y AMISOM, los militares de los EE. UU. a fines de 2013 también establecieron un pequeño equipo de asesores en Mogadiscio para proporcionar apoyo consultivo y de planificación a las fuerzas aliadas.
El 5 de mayo de 2015, el presidente de Somalia Hassan Sheikh Mohamud, el primer ministro Omar Abdirashid Ali Sharmarke, y otros funcionarios gubernamentales somalíes se reunieron con el Secretario de Estado de los Estados Unidos John Kerry en Mogadiscio. La reunión bilateral fue la primera visita a Somalia de un Secretario de Estado de Estados Unidos en funciones. Sirvió como un símbolo de la mejora de la situación política y de seguridad en el país. Los funcionarios se centraron en los puntos de referencia consagrados en la hoja de ruta política de la Visión 2016 de Somalia, así como en la cooperación en el sector de la seguridad.
En enero de 2017, luego de que el presidente Donald Trump asumiera el cargo, a los ciudadanos somalíes se les prohibió temporalmente el ingreso a los Estados Unidos por la orden ejecutiva "Protección de la nación contra la entrada de terroristas extranjeros en los Estados Unidos". Esto también incluye a los refugiados somalíes que están dispuestos a reasentarse en Estados Unidos a través del programa de admisión de refugiados de los Estados Unidos.
Después de la elección de doble ciudadano somalí-estadounidense Mohamed Abdullahi Mohamed como el próximo presidente somalí, Secretario de Estado de los Estados Unidos Rex Tillerson felicitó al presidente electo y espera fortalecer la relación entre Somalia y Estados Unidos y que  las recientes elecciones marca un hito importante en la transición continua de Somalia hacia la paz, la estabilidad y la prosperidad.

## Comercio y asociaciones
Los Estados Unidos han continuado siendo uno de los principales proveedores de armamentos para el Ejército Nacional Somalí (Ejército de Somalia) (SNA). En junio de 2009, el SCN reconstituido recibió 40 toneladas de armas y municiones del gobierno de los Estados Unidos para ayudarlo a combatir la insurgencia islamista en el sur de Somalia. La administración de los Estados Unidos también prometió más equipamiento militar y recursos materiales para ayudar a las autoridades somalíes a reforzar la seguridad general.
Además, los dos países participan en el comercio y la inversión de menor importancia. Los Estados Unidos exportan legumbres, productos básicos relacionados con la panificación, productos donados y maquinaria a Somalia. Somalia, a su vez, exporta piedras preciosas y envíos de bajo valor a los Estados Unidos.

## Misiones diplomáticas

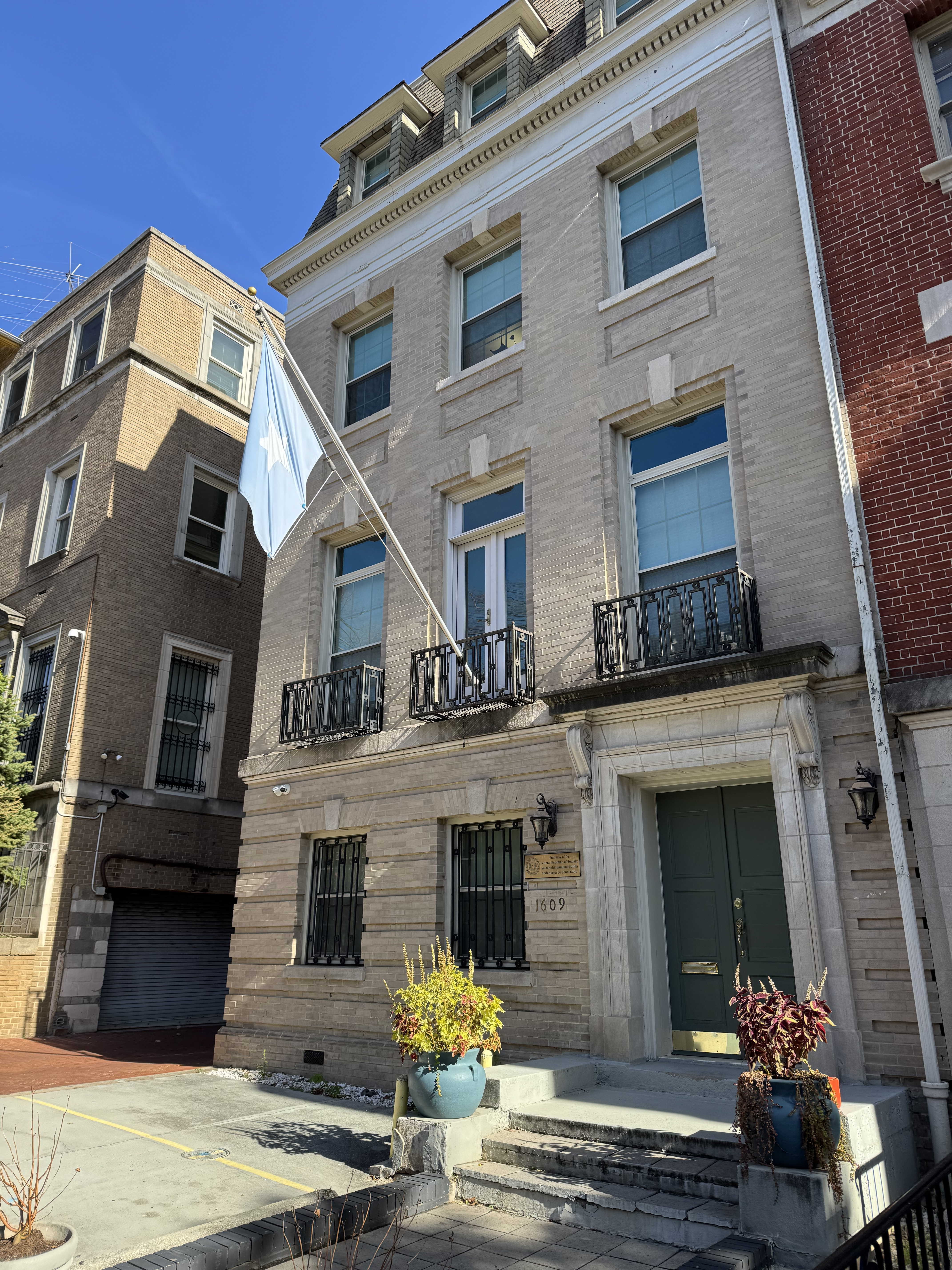
Embajada de Somalia en Washington D. C.

Somalia tiene una embajada en Washington D. C.. Entre julio y diciembre de 2014, la misión diplomática fue dirigida por Omar Abdirashid Ali Sharmarke, quien se desempeñó como el primer Embajador de Somalia en los Estados Unidos desde 1991. A partir de abril de 2015, Fatuma Abdullahi Insaniya es el embajador de Somalia en los Estados Unidos. La región de Somalilandia también tiene una Oficina de Enlace en Washington D. C.
Los Estados Unidos abrieron un Consulado General en Mogadiscio en 1957, la capital del Territorio en Fideicomiso de Somalilandia, un fideicomiso de la ONU bajo la administración italiana. El consulado fue actualizado a estado de embajada en julio de 1960, cuando Estados Unidos reconoció la independencia de Somalia y nombró un embajador. Más tarde cerró en enero de 1991, tras el inicio de la guerra civil. Los Estados Unidos también operaron un consulado en Hargeisa en el noroeste de Somalia en la década de 1960. En junio de 2014, en lo que ella describió como un gesto de profundización de las relaciones entre Washington y Mogadiscio y la fe en los esfuerzos de estabilización de Somalia, la subsecretaria de Estado de los Estados Unidos Wendy Sherman anunció que Estados Unidos reabriría su misión diplomática en Mogadiscio en una Fecha futura no especificada. En febrero de 2015, el presidente de los Estados Unidos Barack Obama nominó a la veterana del Servicio Exterior Katherine Simonds Dhanani para convertirse en la nueva Embajadora de los Estados Unidos en Somalia. Dhanani más tarde retiró su nominación en mayo del año, alegando razones personales.
En mayo de 2015, en reconocimiento del progreso sociopolítico realizado en Somalia y su regreso a la gobernabilidad efectiva, el secretario de Estado de los Estados Unidos, John Kerry, anunció un plan preliminar para restablecer la embajada de los Estados Unidos en Mogadiscio. Indicó que, aunque no había un calendario establecido para el relanzamiento de las instalaciones, el gobierno de los Estados Unidos había comenzado de inmediato a mejorar su representación diplomática en el país. El presidente de Somalia, Hassan Sheikh Mohamud, y el primer ministro, Omar Abdirashid, Ali Sharmarke, también presentaron a Kerry los bienes raíces escritura de las tierras reservadas para el nuevo complejo de la embajada de Estados Unidos. In November 2015, Somalia re-opened its embassy in Washington D. C.